# Laurent Gerstmans
Laurent Gerstmans (ur. 26 lutego 1885 w Antwerpii, zm. 3 kwietnia 1955) – belgijski zapaśnik walczący w stylu klasycznym. Olimpijczyk ze Sztokholmu 1912, gdzie zajął dwunaste miejsce w wadze ciężkiej.

## Turniej wSztokholmie 1912
| Konkurencja             | Walki                     | Walki                  | Klas. końcowa |
| Konkurencja             | Przeciwnik I              | Przeciwnik II          | Miejsce       |
| ----------------------- | ------------------------- | ---------------------- | ------------- |
| +82,5 kg styl klasyczny | Gustaf Lindstrand (SWE) P | Emil Backenius (FIN) P | 12.           |